# Arthophacopsis
Arthophacopsis is een geslacht van schimmels in de orde Arthoniales. De typesoort is Arthophacopsis parmeliarum. De familie is nog niet eenduidig bepaald (incertae sedis). 

## Soorten
Volgens Index Fungorum bevat het geslacht twee soorten (peildatum september 2021):
| Soortnaam                    | Auteur(s)          | Publicatiejaar |
| ---------------------------- | ------------------ | -------------- |
| Arthophacopsis heterodermiae | Zhurb. & Diederich | 2021           |
| Arthophacopsis parmeliarum   | Hafellner          | 1998           |